# Resolutie 2168 Veiligheidsraad Verenigde Naties
Resolutie 2135 van de Veiligheidsraad van de Verenigde Naties werd door de VN-Veiligheidsraad aangenomen op 30 juli 2014 met unanimiteit van stemmen. Met de resolutie werd het mandaat van de vredesmacht in Cyprus verder met een half jaar verlengd.

## Achtergrond
Nadat in 1964 geweld was uitgebroken tussen de Griekse en Turkse bevolkingsgroep op Cyprus stationeerden de VN de UNFICYP-vredesmacht op het eiland. Die macht wordt sindsdien om het half jaar verlengd. In 1974 bezette Turkije het noorden van Cyprus na een Griekse poging tot staatsgreep. In 1983 werd dat noordelijke deel met Turkse steun van Cyprus afgescheurd. Midden 1990 begon het toetredingsproces van (Grieks-)Cyprus tot de Europese Unie maar de EU erkent de Turkse Republiek Noord-Cyprus niet. In 2008 werd overeengekomen een federale overheid met één internationale identiteit op te richten, naast twee gelijkwaardige deelstaten.

## Inhoud
Op 11 februari 2014 waren de onderhandelingen tussen de Grieks-Cyprioten en de Turks-Cyprioten hervat, en ook Turkije en Griekenland waren daarbij betrokken. Men vroeg meer te doen om vertrouwensmaatregelen te treffen. Het belang van de grensovergangen aan de Groene Lijn werd nog eens benadrukt.
Een oplossing voor het conflict in Cyprus is in het belang van all Cyprioten, ook op economisch vlak. Bij hun leiders werd er dan ook op aangedrongen om positieve retoriek te hanteren en de voordelen van een akkoord en de noodzaak van flexibiliteit en het compromis om ertoe te komen duidelijk uit te leggen.
Intussen bleef de situatie op het eiland en langs de Groene Lijn stabiel. De partijen werd gevraagd niets te doen dat de spanningen zou doen oplopen. Ze bleven de toegang tot de mijnenvelden in de bufferzone blokkeren. Ook werd aangedrongen op het openstellen van alle gebieden voor het Comité inzake Vermiste Personen, wat ook verzoening tussen beide gemeenschappen ten goede zou komen.
Het mandaat van de UNFICYP-vredesmacht in Cyprus werd verlengd tot 31 januari 2015. De partijen werd gevraagd met UNFICYP samen te werken aan de afbakening van de bufferzone. Ook werden de Turks-Cyprioten en Turkije opnieuw gevraagd de situatie in Strovilia te herstellen zoals die was voor 30 juni 2000.

## Verwante resoluties
- Resolutie 2114 Veiligheidsraad Verenigde Naties (2013)
- Resolutie 2135 Veiligheidsraad Verenigde Naties
- Resolutie 2197 Veiligheidsraad Verenigde Naties (2015)
- Resolutie 2234 Veiligheidsraad Verenigde Naties (2015)

Lijst ·  2133 ·  2134 ·  2135 ·  2136 ·  2137 ·  2138 ·  2139 ·  2140 ·  2141 ·  2142 ·  2143 ·  2144 ·  2145 ·  2146 ·  2147 ·  2148 ·  2149 ·  2150 ·  2151 ·  2152 ·  2153 ·  2154 ·  2155 ·  2156 ·  2157 ·  2158 ·  2159 ·  2160 ·  2161 ·  2162 ·  2163 ·  2164 ·  2165 ·  2166 ·  2167 ·  2168 ·  2169 ·  2170 ·  2171 ·  2172 ·  2173 ·  2174 ·  2175 ·  2176 ·  2177 ·  2178 ·  2179 ·  2180 ·  2181 ·  2182 ·  2183 ·  2184 ·  2185 ·  2186 ·  2187 ·  2188 ·  2189 ·  2190 ·  2191 ·  2192 ·  2193 ·  2194 ·  2195